# Paydos
Paydos (türkisch für Feierabend) ist eine Komödie des türkischsprachigen Dichters Cevat Fehmi Başkut aus dem Jahr 1948. Sie gilt als erster internationaler Bühnenerfolg des türkischen Theaters.
Das dreiaktige Schauspiel um den Volksschullehrer Murtaza Bey, der aus Liebesgründen Kaufmann wird, weil seine Geliebte nur in Kaufmannskreise verheiratet werden soll, hatte seine Uraufführung 1948 an den Istanbuler Şehir Tiyatrolari. Das bühnenwirksame Gegenwartsstück wurde auch mehrfach verfilmt: 1954 von Sami Ayanoglu und 1968 wie 2004 von Ülkü Erakalin.

## Einzelbelege
1. ↑  Gero von Wilpert (Hrsg.): Lexikon der Weltliteratur. Fremdsprachige Autoren, Kröner 2004, S. 162
2. ↑  Kindlers Neues Literatur Lexikon 1989, S. 292